# René Journiac
René Journiac est un résistant et magistrat français. Bras droit de Jacques Foccart en tant que conseiller des présidents français sur les questions africaines, il est le conseiller personnel du président Valéry Giscard d'Estaing pour les questions africaines jusqu'à sa mort.

## Biographie

### Jeunesse et éducation
René Journiac naît le 11 mai 1921 dans un village de montagne des Alpes-Maritimes, Saint-Martin-Vésubie.
Après l'obtention d'un brevet de l'École nationale de la France d'outremer et d'un diplôme d'études supérieures d'économie politique et de droit public, il commence sa carrière dans la magistrature en Afrique noire, notamment au Cameroun. Il est par la suite chargé de mission au secrétariat général de la Communauté,.

### Conseiller de Pompidou
Il entre au ministère des Colonies et travaille comme chargé de mission au secrétariat général de Jacques Foccart en 1959.
De 1962 à 1966, René Journiac travaille comme conseiller technique de Georges Pompidou, alors que celui-ci est Premier ministre. Il est l'adjoint direct de Jacques Foccart, le « Monsieur Afrique » des milieux gaullistes, au secrétariat général pour les affaires africaines et malgaches, de 1967 jusqu'à la dissolution du secrétariat en 1974.

### Conseiller de Giscard d'Estaing
Valéry Giscard d'Estaing le nomme alors comme conseiller technique à la présidence de la République au sein de la cellule Afrique, où il poursuit les missions de Jacques Foccart comme « Monsieur Afrique » de l'hôte de Matignon,. Ses moyens sont cependant nettement réduits.
Il est le principal artisan du rapprochement de Paris avec le régime de Mobutu Sese Seko au Zaïre, conduisant notamment à la signature d'un accord de coopération militaire en 1974. Le Zaïre devient client de l'industrie militaire française. Il est dépêché en urgence à Kinshasa lors la première guerre du Shaba en mars 1977, les trouves de Mobutu étant en déroute face aux rebelles du Front national de libération du Congo. La France organise alors une aide militaire à Mobutu, mettant ainsi en échec les rebelles.
Homme de cabinet, il est tout autant un homme de terrain : il obtient la libération d'une française prise en otage par Hissène Habré.
À partir de 1978, René Journiac est particulièrement occupé à lutter contre l'influence grandissante de Kadhafi. À l'été 1979, c'est lui, notamment, qui est chargé par la présidence française de ramener à la raison l'empereur de Centrafrique, Bokassa, qui voulait se rapprocher de Kadhafi, alors en guerre avec la France au Niger. La France exige son départ, notamment après le massacre d'une centaine de lycéens et d'étudiants en janvier et une autre répression sanglante en avril 1979. Irrité par cette intervention, Bokassa aurait donné impulsivement à Journiac un coup de sa canne sur la tête, même si l'intéressé dément avoir été touché.
À la fin de l'été, le parti giscardien est ébranlé par l'Affaire des diamants de Bokassa, révélée le 10 octobre 1979, peu après la chute du despote africain, par le Canard enchaîné.

### Mort dans un accident d'avion
Le 30 octobre 1979, l'ancien ministre Robert Boulin décède à proximité de la propriété de René Journiac dans des circonstances troubles,.
René Journiac meurt à son tour dans un accident d'avion le 6 février 1980 : alors qu'il survole le Nord du Cameroun dans l'appareil personnel d'Omar Bongo, l'avion explose à proximité de la piste d'atterrissage.
Différentes hypothèses (attentat ou défaillance du pilote ?) sont évoquées pour expliquer cette catastrophe aérienne : Bokassa mentionne un règlement de comptes et certains estiment qu'il s'agit d'un attentat commis par le Mathaba, une organisation de Kadhafi. L'enquête scientifique conclut toutefois à l'absence de défaillance matérielle et exclut l'hypothèse d'un attentat. Le pilote était le neveu d'Omar Bongo, ce qui empêchera toute investigation : une possible erreur de sa part est mise en avant par un pilote témoin des faits, survenus de nuit et alors que soufflait un vent violent, l'harmattan.
Il est remplacé auprès de Valéry Giscard d'Estaing par Martin Kirsch.

## Service d'action civique
René Journiac est étroitement associé à la direction du Service d'action civique (SAC). Son ami Jacques Foccart est très influent au sein de l'association gaulliste. Il est associé de près à la direction de l'association. Il préside et dirige parfois les réunions importantes du SAC en remplacement de Foccart.

## Vision de l'action de la France en Afrique
René Journiac est apprécié par Valéry Giscard d'Estaing pour « sa discrétion, sa rigueur de juriste » et sa compétence est reconnue de tous, même de ceux qui le considèrent comme froid et secret.
Comme Georges Pompidou, il œuvre pour que l'espace francophone en Afrique, en favorisant les milieux du négoce et de la finance, permette aux anciennes colonies françaises de sortir du sous-développement.

## Polémiques
Il intervient en 1977 pour faire obtenir à Ali Bongo, qui l'a raté, son baccalauréat.
En février 1977, il est compromis par des documents oubliés par le mercenaire Bob Denard l'impliquant dans un coup d'état manqué au Bénin.